# 1632 (Serie)

Mitteleuropa am Vorabend des Dreißigjährigen Krieges. Habsburgischer Besitz:

Die Serie 1632 (auch Ring-of-Fire-Serie) umfasst eine Reihe verschiedener Science-Fiction-Publikationen. Im Mittelpunkt der Handlung stehen die Einwohner der fiktiven amerikanischen Kleinstadt Grantville, die aus dem ländlichen West Virginia des Jahres 2000 in die Wirren des Dreißigjährigen Krieges im Thüringen des Jahres 1631 versetzt wird.
Während der erste Band von Eric Flint verfasst wurde, stammen die weiteren Veröffentlichungen neben ihm auch von unterschiedlichen anderen Autoren. Flint übernahm im weiteren Verlauf die Aufgabe, die Konsistenz der Rahmenhandlung ebenso sicherzustellen wie die einheitliche Verwendung der Biographien der unterschiedlichen Charaktere.
Die Buchserie ist nur in englischer Sprache erschienen. Neben dem Roman entwickelte sich sehr schnell eine durch den Verlag bereitgestellte Internetplattform auf der sich Interessierte über die politische, wirtschaftliche, soziale und militärischen Konsequenzen verschiedener Entwicklungen in der Rahmenhandlung austauschen und konkrete Vorschläge entwickeln.
Die Serie begann mit dem Werk 1632, das im Februar 2000 erschien. Bis August 2009 sind acht Bände veröffentlicht worden – zwei Bücher mit kleineren Kurzgeschichten (Ring of Fire I und Ring of Fire II) und 24 Grantville-Gazetten sowie ein Online-Magazin.

## Grundlagen

### Kooperative Fortentwicklung
Die Reihe basiert auf einer detailliert geplanten Zusammenarbeit Flints mit anderen Autoren und der über eine zentrale Seite vernetzten Online-Community. Die Plattform bietet neben regelmäßig aktualisierten und fortgeschriebenen Inhalten aus dem 1632-Universum zahlreiche Diskussionsforen, in denen sich Leser und Autoren regelmäßig über die Fortentwicklung der Serie austauschen.
Das Spektrum der in den einzelnen Foren diskutierten Teilaspekte umfasste neben natur- und sozialwissenschaftlichen auch politische Diskussionen. Im Mittelpunkt steht dabei stets die Frage, wie sich die realen Gegebenheiten des Dreißigjährigen Krieges und insbesondere historische Details im Wechselspiel mit der Fiktion der Serie fortentwickeln können.

### Historische und technische Rahmenbedingungen

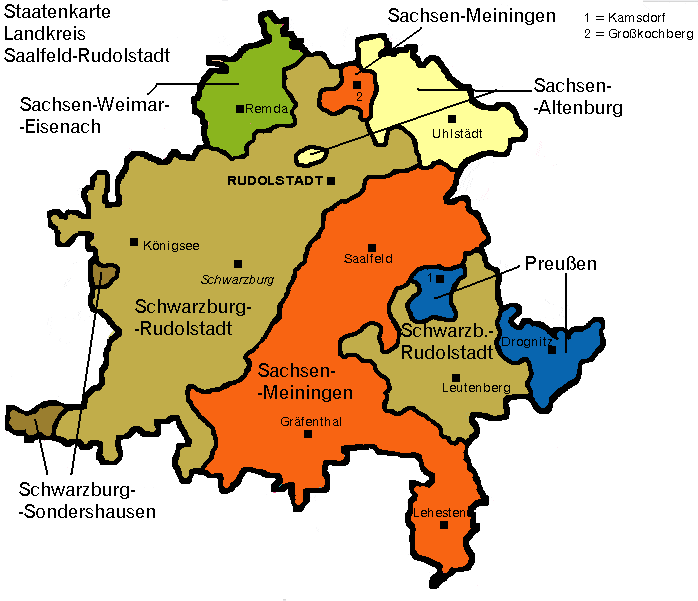
Staatenaufteilung des Landkreises vor 1922

Grantvilles neue Position befindet sich in der Region des heutigen Landkreises Saalfeld-Rudolstadt.
Ausgehend von den aus dem 20. Jahrhundert transferierten menschlichen, technischen und wissenschaftlichen Ressourcen entwickelt die Serie das Bild einer expansiven und zugleich ums Überleben kämpfenden Kleinstadt, die sich im Laufe der Zeit zu einem neuartigen deutsch-amerikanischen Gesellschaftsmodell entwickelt. Da in Grantville bis auf wenige Ausnahmen praktisch keine industrielle Produktionsbasis für Produkte des 20. Jahrhunderts existiert, verwenden die Bewohner ihre Ressourcen, um eine Technik zu entwickeln, die der des 17. Jahrhunderts zwar deutlich überlegen ist, jedoch de facto in verschiedensten Ausprägungen eher der des 18. oder 19. Jahrhunderts entspricht.
Die Serie verwendet die realen historischen Rahmenbedingungen und entwickelt sie als alternative Zeitlinie fort. Mit zunehmendem Verlauf der Serie nehmen die Unterschiede zwischen der ursprünglichen und der alternativen Zeitlinie immer massivere Formen an. Neben dem unmittelbaren Verhalten der Neuankömmlinge tragen dazu insbesondere deren Technologien, die von ihnen propagierten politischen Prinzipien, vor allem aber das enzyklopädische Wissen über die politischen Entwicklungen und Akteure der ursprünglichen Zeitlinie bei. Da sich die Großmächte zunehmend Zugriff auf entsprechende Analysen und Biographien ihrer Eliten aus den Bibliotheken Grantvilles verschaffen können, verändern sie ihre Strategien und Allianzen.

### Restriktionen
Um einen grundlegenden Realismus bei der Fortentwicklung der Serie abzusichern, folgt der Einsatz moderner Technologien und Personen innerhalb der Serie strengen Richtlinien und Regeln. Um zu vermeiden, dass von einzelnen Autoren innerhalb des in die Vergangenheit geworfenen Stadtgebietes überraschend außergewöhnliche wissenschaftliche, personelle oder militärische Ressourcen „entdeckt“ werden, folgt Grantville strikt dem Modell einer realen Stadt. Ressourcen, die im Jahr 2000 in der realen Bergarbeiterstadt Mannington, West Virginia nicht existierten oder als glaubwürdig angenommen werden können, widersprechen dem Kanon der Serie und sind als Grundlage für deren Fortentwicklung ausdrücklich ausgeschlossen.

## Bedeutung
Die Serie ist inzwischen zu einer der bekanntesten Sci-Fi-Serien im englischen Sprachraum geworden, u. a. auch deshalb, weil die Leser ihre eigenen fachspezifischen Artikel oder Hintergrundgeschichten hinzufügen. Dazu bietet der Verlag eine eigene auf Abonnements basierende Internetplattform an. Einige Fanfictiongeschichten sind in den beiden Ring-of-Fire-Büchern erschienen, deren Personen und Nebenhandlungen Bestandteile des Kanons der Serie wurden. Die in der Folge von Eric Flint und seinen Co-Autoren entwickelten Romane greifen diese regelmäßig auf.
Weitere Inhalte erschienen in fünf gedruckten Sammelbänden unter der Bezeichnung Grantville Gazette. Neben klassischen Erzählungen enthalten diese Bände auch natur- oder ingenieurwissenschaftlich fundierte Aufsätze, die sich mit Themen wie der hypothetischen Entwicklung einer eigenen Funktechnik, der Adaption fortschrittlicher Waffensysteme oder Pharmakologie unter den Bedingungen des 17. Jahrhunderts befassen.
Nach der Veröffentlichung der Grantville Gazette V stellte der Verlag weitere Printausgaben ein, da sich die im Internet veröffentlichten Ausgaben inzwischen im zweistelligen Bereich befanden und sich diese Schere zunehmend vergrößerte.

## Einordnung der bisher erschienenen Bände
Die bisher erschienenen Bände folgen überwiegend chronologisch den sich aus dem Auftauchen Grantvilles ergebenden politischen, wirtschaftlichen und militärischen Ereignissen in Europa. Dabei ergibt sich unter Einbeziehung der digitalen Medien (E-books) bisher folgende Veröffentlichungsabfolge:

1632, 1633, Ring of Fire, The Grantville Gazette I, 1634: The Galileo Affair, Grantville Gazette II, Grantville Gazette III, Grantville Gazette IV, Grantville Gazette V, Grantville Gazette VI, Grantville Gazette VII, 1634: The Ram Rebellion, 1635: Cannon Law, 1634: The Baltic War, 1634: The Bavarian Crisis, 1635: The Dreeson Incident, 1635: The Eastern Front
Dabei geben die Sammelbände der Ring-of-Fire-Serie Erzählungen wider, die zuvor auf der Online-Plattform der Serie veröffentlicht wurden, für die Gesamtrahmenhandlung interessantes Hintergrundwissen bieten und besonderen qualitativen Ansprüchen genügen.
Neben der rein chronologischen Einordnung lassen sich die Bände weiterhin in einen nord- und einen südeuropäischen Handlungsstrang gliedern. Die beiden ersten überwiegend in Südeuropa spielenden Bände sind 1634: The Galileo Affair und 1635: The Cannon Law.
| Titel | Datum der Erstveröffentlichung | Autor            | Co-Autor         | ISBN                   | Anmerkungen                                                                                             |
| --- | ------------------------------ | ---------------- | ---------------- | ---------------------- | --- |
| 1632 | 2000                           | Eric Flint       | N/A              | ISBN 0-671-57849-9     | Erster Band der Serie.                                                                                  |
| Grantville, West Virginia, wird Ende der 1990er Jahre in das südliche Thüringen der 1630er Jahre geworfen. Um den Fortbestand ihrer Stadt sicherzustellen, sind die Einwohner gezwungen, sich gegen Truppen des heiligen Römischen Reiches zu verteidigen, ihre Infrastruktur nachhaltig wiederaufzubauen und politische Netzwerke zu den lokalen Herrschern zu entwickeln.                                                |                                |                  |                  |                        | |
| 1633 | 2002                           | Eric Flint       | David Weber      | ISBN 0-7434-3542-7     | Direkte Fortsetzung zu 1632                                                                             |
| Grantville verbündet sich mit Gustavus Adolphus und beginnt, ein Staatengebilde in Deutschland zu entwickeln, das auf der Struktur der USA basiert. |                                |                  |                  |                        | |
| 1634: The Galileo Affair | 2004                           | Andrew Dennis    | Eric Flint       | ISBN 0-7434-8815-6     | |
| Eine diplomatische Handelsmission nach Venedig gerät in Schwierigkeiten. Der Versuch einzelner Teilnehmer, Galileo Galilei vor der Inquisition zu retten, mündet in einer Verschwörung, den Papst zu ermorden. Ein französischer Verschwörer versucht, Frankreich zu zerstören, um den Aufstieg der Hugenotten zu ermöglichen.                                                                                             |                                |                  |                  |                        | |
| 1635: The Cannon Law | 2006                           | Andrew Dennis    | Eric Flint       | ISBN 1-4165-0938-0     | Direkte Fortsetzung zu 1634:The Galileo Affair                                                          |
| Kardinal Borja entschließt sich, Papst Urban und dessen politische Verbündete zu ermorden, um sich selbst als dessen Nachfolger zu etablieren. Obwohl es ihm gelingt, den Vatikan zu besetzen und die Mehrheit der Wahlstimmen der verängstigten Kardinäle zu erhalten, kann Urban entkommen. Das führt dazu, dass Borja der nur von den Spaniern und deren Satellitenstaaten anerkannte Gegenpapst wird.                  |                                |                  |                  |                        | |
| 1634: The Baltic War | 2007                           | David Weber      | Eric Flint       | ISBN 1-4165-2102-X     | Direkte Fortsetzung zu 1633                                                                             |
| Die westeuropäischen Mächte bemühen sich, Gustavus Adolphus zurückzuwerfen. Die Ereignisse führen zu Seeschlachten im Baltikum, der Eroberung Dänemarks durch Schweden und einem Seesieg für die in Magdeburg auf Kiel gelegte Marine Grantvilles mit ihren neu entwickelten Panzerschiffen. |                                |                  |                  |                        | |
| 1634: The Bavarian Crisis | 2007                           | Eric Flint       | Virginia DeMarce | ISBN 978-1-4165-4253-7 | Direkte Fortsetzung zu 1634: The Baltic War                                                             |
| Der spanische Kronprinz übernimmt Aufgaben als Vizekönig in den Spanischen Niederlanden und entschließt sich, von Spanien abzufallen und sich selbst zum König zu ernennen. Durch die Unterstützung Grantvilles freit er die Tochter des Kaisers des Heiligen Römischen Reiches, Herzogin Anna Maria. |                                |                  |                  |                        | |
| 1635: The Dreeson Incident | 2008                           | Virginia DeMarce | Eric Flint       | ISBN 1-4165-5589-7     | Direkte Fortsetzung zu 1635: The Cannon Law                                                             |
| Die in Frankreich rebellierenden Hugenotten planen durch gezielte Attentate auf führende Persönlichkeiten die Zerstörung Grantvilles. Um die Anschläge zu tarnen, verbreiten sie antisemitische Lügen. Im weiteren Verlauf sterben zwei bedeutende Persönlichkeiten Grantvilles, und weite Gebiete der von alliierten Grantvilles kontrollierten Landstriche werden durch massive Ausschreitungen gegen Juden heimgesucht. |                                |                  |                  |                        | |
| 1635: The Eastern Front | 2010                           | Eric Flint       |                  | ISBN 1-4391-3389-1     | Direkte Fortsetzung zu 1634: The Baltic War                                                             |
| Nachdem Mike Stearns die Wiederwahl zum Präsidenten verloren hat, ernennt ihn Gustavus Adolphus zum General der USE-Streitkräfte. Während sich Stearns Nachfolger bemüht, Teile der demokratischen Reformen rückgängig zu machen, und so in der Bevölkerung offene Aufstände provoziert, bereitet sich Stearns auf die militärischen Konflikte in Brandenburg und Sachsen vor.                                             |                                |                  |                  |                        | |
| 1636: The Saxon Uprising | 2011                           | Eric Flint       |                  | ISBN 978-1-4391-3425-2 | Direkte Fortsetzung zu 1635: The Eastern Front                                                          |
| |                                |                  |                  |                        | |
| The Anaconda Project | N/A                            | Eric Flint       | N/A              | N/A                    | Fortsetzungsroman der sich direkt an die Erzählung The Wallenstein Gambit in Ring of Fire I anschließt. |
| Der Fortsetzungsroman beschreibt den Kampf Wallensteins um den Aufbau eines eigenen Reiches. Nach der Eroberung Rutheniens weitet der Feldherr mit der Hilfe von Aschkenasim und Kosaken sein Herrschaftsgebiet in Osteuropa massiv aus. |                                |                  |                  |                        | |

| Titel | Datum der Erstveröffentlichung | Autor                         | Co-Autor | ISBN                   | Anmerkungen                      |
| --- | ------------------------------ | ----------------------------- | -------- | ---------------------- | -------------------------------- |
| Ring of Fire I | 2004                           | Eric Flint                    |          | ISBN 0-7434-7175-X     | Fortsetzung zu 1632 und 1633     |
| |                                |                               |          |                        |                                  |
| 1634: The Ram Rebellion | 2006                           | Virginia DeMarce & Eric Flint |          | ISBN 1-4165-2060-0     |                                  |
| Mehrere ineinander verwobene Kurzgeschichten ergänzen sich zu einer Erzählung, die den Sturz der herrschenden Ordnung in Franken beschreibt. Die satirischen Erzählungen über einen widerspenstigen Widder in einer der neuen politischen Zeitungen führt zum Aufstand der fränkischen Untertanen in ihrem Kampf um demokratische Rechte. |                                |                               |          |                        |                                  |
| Ring of Fire II | 2008                           | Eric Flint                    |          | ISBN 1-4165-7387-9     |                                  |
| |                                |                               |          |                        |                                  |
| 1635: The Tangled Web | 2009                           | Virginia DeMarce              |          | ISBN 978-1-4391-3308-8 | Fortsetzung zu The Ram Rebellion |
| Mehrere ineinander verwobene Kurzgeschichten ergänzen sich zu einer Erzählung, die den weiteren Verlauf der Ereignisse in Franken beschreibt. Die Ereignisse finden teilweise in Fulda statt. |                                |                               |          |                        |                                  |
| Ring of Fire III | 2011                           | Eric Flint                    |          | ISBN 978-1-4391-3448-1 |                                  |
| |                                |                               |          |                        |                                  |

## Sonstiges
- Jonathan M. Thompson: Eric Flint's 1632 Resource Guide and Role Playing Game, 2004, ISBN 0-9721419-4-4 (Auf der Serie basierendes Rollenspiel)
- Marilyn Kosmatka & Eric Flint Time Spike, 2008; ISBN 978-1-4165-5538-4 (Fortsetzung des Romans 1632. Der Roman schildert die Zeitlinie auf der Grantville überraschend aus den USA verschwand)

## Bisher erschienene Ausgaben
- 1632, Februar 2000 ISBN 978-0-671-31972-4
- 1633, August 2002, zusammen mit David Weber ISBN 978-0-7434-7155-8
- Ring of Fire I, Januar 2004, verschiedene Kurzgeschichten ISBN 978-1-4165-0908-0
- 1634: The Ram Rebellion, April 2006, mit Virginia DeMarce ISBN 978-1-4165-7382-1
- 1634: The Galileo Affair, April 2004, mit Andrew Dennis ISBN 978-0-7434-9919-4
- 1634: The Baltic War, Mai 2007, mit David Weber ISBN 978-1-4165-5588-9
- Ring of Fire II, Januar 2004, verschiedene Kurzgeschichten ISBN 978-1-4165-9144-3
- 1634: The Bavarian Crisis, Oktober 2007, mit Virginia DeMarce ISBN 978-1-4165-4253-7
- 1635: The Cannon Law, September 2006, mit Andrew Dennis ISBN 978-1-4165-5536-0
- 1635: The Dreeson Incident, Dezember 2008, mit Virginia DeMarce ISBN 1-4165-5589-7
- 1635: The Bavarian Crisis, bisher nur als E-Book

- Außerdem Grantville Gazette I - Grantville Gazette V (Print, online Ende März bereits Grantville Gazette XXIV)

Der Verlag Baen bietet mehrere Werke aus der Serie kostenlos im Internet an und ermuntert Dritte diese zu lesen:
- Eric Flint: 1632 (Gratis E-Book, englisch)
- Eric Flint: Grantville Gazette Volume I (Gratis E-Book, englisch)